# Across The Great Divide
| Críticas profissionais                                                      | Críticas profissionais |
| Avaliações da crítica                                                       | Avaliações da crítica  |
| Fonte                                                                       | Avaliação              |
| --------------------------------------------------------------------------- | ---------------------- |
| allmusic                                                                    | 3.5 de 5 estrelas.     |
| Esta tabela precisa de ser acompanhada por texto em prosa. Consulte o guia. |                        |

Across The Great Divide é um álbum triplo do grupo de rock The Band. Lançado em 1994, trata-se de uma coletânea com os maiores sucessos do conjunto, trazendo também gravações raras do começo de sua carreira.

## Faixas
Todas as canções compostas por Robbie Robertson, exceto onde especificado em contrário.

### Disco um
Faixas 1-7 de Music from Big Pink. Faixas 8-15 de The Band. Faixas 16-19 de Stage Fright.
1. "Tears of Rage" (Bob Dylan, Richard Manuel) – 5:19
2. "The Weight" – 4:35
3. "I Shall Be Released" (Dylan) – 3:12
4. "Chest Fever" – 5:13
5. "In a Station" (Manuel) – 3:30
6. "To Kingdom Come" – 3:19
7. "Lonesome Suzie" (Manuel) – 4:01
8. "Rag Mama Rag" – 3:03
9. "The Night They Drove Old Dixie Down" – 3:31
10. "King Harvest (Has Surely Come)" – 3:38
11. "Rockin' Chair" – 3:39
12. "Whispering Pines" (Manuel, Robertson) – 3:56
13. "Up on Cripple Creek" – 4:31
14. "Across the Great Divide" – 2:54
15. "The Unfaithful Servant" – 4:16
16. "The Shape I'm In" – 4:01
17. "Daniel & The Sacred Harp" – 4:13
18. "All La Glory" – 3:34
19. "Stage Fright" – 3:44

### Disco dois
Faixas 1-4 de Cahoots. Faixas 5-9 de Rock of Ages. Faixas 10-11 de Moondog Matinee. Faixas 12-14 de Northern Lights - Southern Cross. Faixas 15-17 de Islands. 
1. "When I Paint My Masterpiece" (Dylan) – 4:18
2. "The Moon Struck One" – 4:08
3. "Life Is a Carnival" (Rick Danko, Levon Helm, Robertson) – 3:57
4. "The River Hymn" – 4:37
5. "Don't Do It" (Holland–Dozier–Holland) – 4:42
6. "Caledonia Mission" – 3:21
7. "The W. S. Walcott Medicine Show" – 3:52
8. "Get Up Jake" – 3:16
9. "This Wheel's on Fire" (Danko, Dylan) – 3:54
10. "Share Your Love with Me" (Deadric Malone, Alfred Braggs) – 2:54
11. "Mystery Train" (H. Parker, Jr./Sam Phillips, letra adicional de Robertson) – 5:40
12. "Acadian Driftwood" – 6:40
13. "Ophelia" – 3:29
14. "It Makes No Difference" – 6:32
15. "Livin' in a Dream" – 2:50
16. "The Saga of Pepote Rouge" – 4:13
17. "Right as Rain" – 3:54

### Disco três
1. "Who Do You Love" (Bo Diddley) – 2:40
  - por Ronnie Hawkins & The Hawks, lançada em março de 1963
2. "Do the Honky Tonk" (Don Robey) – 2:58
  - por Levon & The Hawks, gravada ao vivo em 1964, não lançada anteriormente
3. "He Don't Love You" – 2:36
  - por Levon & The Hawks, lançada em 1964
4. "Katie's Been Gone" (Manuel, Robertson) – 2:46
  - de The Basement Tapes
5. "Bessie Smith" (Danko, Robertson) – 4:18
  - de The Basement Tapes
6. "Orange Juice Blues (Blues for Breakfast)" (Manuel) – 3:18
  - demo não lançada anteriormente
7. "Ain't No Cane on the Brazos" (Tradicional, arr. The Band) – 4:26
  - gravada ao vivo em 1969 no Festival de Woodstock, não lançada anteriormente
8. "Slippin' and Slidin'" (Richard Penniman) – 3:13
  - gravada ao vivo em 1970 em St. Louis, MO, não lançada anteriormente
9. "Twilight" – 3:15
  - de The Best of The Band
10. "Back to Memphis" (Chuck Berry) – 5:58
11. "Too Wet to Work" (Garth Hudson) – 2:30
  - apresentada ao vivo por Garth Hudson sozinho, durante uma tempestade
12. "Loving You Is Sweeter Than Ever" (Stevie Wonder/Ivy Jo Hunter) – 3:25
13. "Don't Ya Tell Henry" (Dylan) – 3:23
14. "Endless Highway" – 5:09
  - Faixas 10-14 gravadas ao vivo em 28 de julho de 1973 no evento Summer Jam at Watkins Glen
15. "She Knows" (Jimmy Griffin/Robb Royer) – 3:22
  - creditada a Richard Manuel, com participação de Rick Danko e Garth Hudson
  - gravada ao vivo em 1986 no Lone Star Cafe, Nova York; não lançada anteriormente
16. "Evangeline" – 3:11 (com Emmylou Harris)
17. "Out of the Blue" – 3:11
18. "The Weight" – 4:35
19. "Last Waltz Refrain" – 1:31
20. "Theme from the Last Waltz" – 3:26
  - Faixas 16-20 de The Last Waltz